# Grande Prêmio da Alemanha de 1967
Resultados do Grande Prêmio da Alemanha de Fórmula 1 realizado em Nürburgring à 6 de agosto de 1967. Sétima etapa da temporada, teve como vencedor o neozelandês Denny Hulme.

## Classificação da prova
| Pos. | Nº | Piloto             | Construtor      | Voltas | Tempo/Diferença      | Grid | Pontos |
| ---- | -- | ------------------ | --------------- | ------ | -------------------- | ---- | ------ |
| 1    | 2  | Denny Hulme        | Brabham-Repco   | 15     | 2:05:55.7            | 2    | 9      |
| 2    | 1  | Jack Brabham       | Brabham-Repco   | 15     | + 38.5               | 7    | 6      |
| 3    | 8  | Chris Amon         | Ferrari         | 15     | + 39.0               | 8    | 4      |
| 4    | 7  | John Surtees       | Honda           | 15     | + 2:25.7             | 6    | 3      |
| 5    | 24 | Jackie Oliver      | Lotus-Ford      | 15     | + 5:30.7             | 19   |        |
| 6    | 16 | Jo Bonnier         | Cooper-Maserati | 15     | + 8:42.1             | 16   | 2      |
| 7    | 22 | Alan Rees          | Brabham-Ford    | 15     | + 8:47.9             | 20   |        |
| 8    | 15 | Guy Ligier         | Brabham-Repco   | 14     | + 1 volta            | 17   | 1      |
| 9    | 18 | Chris Irwin        | BRM             | 13     | + 2 voltas           | 15   |        |
| 10   | 27 | David Hobbs        | Lola-BMW        | 13     | + 2 voltas           | 22   |        |
| 11   | 6  | Pedro Rodríguez    | Cooper-Maserati | 13     | + 2 voltas           | 10   |        |
| Ret  | 9  | Dan Gurney         | Eagle-Weslake   | 12     | Semieixo             | 4    |        |
| Ret  | 29 | Jacky Ickx         | Matra-Ford      | 12     | Suspensão            | 18   |        |
| NC   | 25 | Brian Hart         | Protos-Ford     | 12     | +3 voltas            | 25   |        |
| Ret  | 14 | Jo Siffert         | Cooper-Maserati | 12     | Bomba de combustível | 12   |        |
| Ret  | 4  | Graham Hill        | Lotus-Ford      | 8      | Suspensão            | 13   |        |
| Ret  | 17 | Hubert Hahne       | Lola-BMW        | 6      | Suspensão            | 14   |        |
| Ret  | 11 | Jackie Stewart     | BRM             | 5      | Diferencial          | 3    |        |
| Ret  | 3  | Jim Clark          | Lotus-Ford      | 4      | Suspensão            | 1    |        |
| Ret  | 5  | Jochen Rindt       | Cooper-Maserati | 4      | Radiador             | 9    |        |
| Ret  | 26 | Kurt Ahrens Júnior | Protos-Ford     | 4      | Radiador             | 23   |        |
| Ret  | 10 | Bruce McLaren      | Eagle-Weslake   | 3      | Vazamento de óleo    | 5    |        |
| Ret  | 12 | Mike Spence        | BRM             | 3      | Diferencial          | 11   |        |
| Ret  | 23 | Jo Schlesser       | Matra-Ford      | 2      | Motor                | 21   |        |
| Ret  | 20 | Gerhard Mitter     | Brabham-Ford    | 0      | Motor                | 24   |        |
| DNS  | 28 | Brian Redman       | Lola-Ford       |        |                      |      |        |

## Tabela do campeonato após a corrida
|   | Pos. | Piloto          | Pontos |
| - | ---- | --------------- | ------ |
|   | 1    | Denny Hulme     | 37     |
| 1 | 2    | Jack Brabham    | 25     |
| 1 | 3    | Jim Clark       | 19     |
|   | 4    | Chris Amon      | 19     |
|   | 5    | Pedro Rodríguez | 14     |

|   | Pos. | Construtor      | Pontos |
| - | ---- | --------------- | ------ |
|   | 1    | Brabham-Repco   | 42     |
| 1 | 2    | Cooper-Maserati | 21     |
| 1 | 3    | Lotus-Ford      | 19     |
|   | 4    | Ferrari         | 19     |
|   | 5    | BRM             | 11     |

- Nota: Somente as primeiras cinco posições estão listadas. Cada piloto computaria cinco de seis resultados na primeira metade do campeonato e quatro de cinco na segunda metade. Neste ponto esclarecemos: na tabela dos construtores figurava somente o melhor colocado dentre os carros de um time.